# عدن كانتو
عدن كانتو (بالإسبانية: Adán Canto)‏ (5 ديسمبر 1981 – 8 يناير 2024) هو ممثل مكسيكي، ولد في 5 ديسمبر 1981 في المكسيك.

## أعمال

### أفلام
- (2014) أيام المستقبل الماضي

### مسلسلات
- الناجي المعين

## وصلات خارجية
- عدن كانتو على موقع IMDb (الإنجليزية)
- عدن كانتو على موقع قاعدة بيانات الفيلم (الإنجليزية)
- عدن كانتو على موقع ليتربوكسد (الإنجليزية)